# Big Boss Liga 2006/07 (Badminton)
Titelträger der Big Boss Liga 2006/07 im Badminton und damit niederländischer Mannschaftsmeister wurde der Klub BC Amersfoort.

## Vorrunde
| Platz | Team              | Punkte | Spiele | G  | U | V  | Spielpunkte |   |    | Sätze |   |     | Bälle |   |      |
| ----- | ----------------- | ------ | ------ | -- | - | -- | ----------- | - | -- | ----- | - | --- | ----- | - | ---- |
| 1     | Van Zundert/Velo  | 44     | 7      | 44 | 0 | 12 | 44          | - | 12 | 91    | - | 30  | 2354  | - | 1911 |
| 2     | BC Amersfoort     | 41     | 7      | 41 | 0 | 15 | 41          | - | 15 | 89    | - | 40  | 2470  | - | 2037 |
| 3     | BC Smashing       | 36     | 7      | 36 | 0 | 20 | 36          | - | 20 | 78    | - | 56  | 2531  | - | 2317 |
| 4     | BC Duinwijck      | 33     | 7      | 33 | 0 | 23 | 33          | - | 23 | 74    | - | 56  | 2429  | - | 2169 |
| 5     | BV Van Zijderveld | 29     | 7      | 29 | 0 | 27 | 29          | - | 27 | 71    | - | 63  | 2486  | - | 2421 |
| 6     | BV Almere         | 27     | 7      | 27 | 0 | 29 | 27          | - | 29 | 63    | - | 67  | 2322  | - | 2339 |
| 7     | BC Victoria       | 10     | 7      | 10 | 0 | 46 | 10          | - | 46 | 31    | - | 96  | 1959  | - | 2509 |
| 8     | BC Invictus       | 4      | 7      | 4  | 0 | 52 | 4           | - | 52 | 16    | - | 105 | 1635  | - | 2483 |

## Play-downs
| Platz | Team              | Spiele | Punkte | Spielpunkte |
| ----- | ----------------- | ------ | ------ | ----------- |
| 1     | BV Van Zijderveld | 6      | 36     | 36-12       |
| 2     | BV Almere         | 6      | 26     | 26-22       |
| 3     | BC Victoria       | 6      | 19     | 19-29       |
| 4     | BC Invictus       | 6      | 15     | 15-33       |

## Play-offs
| Platz | Team             | Spiele | Punkte | Spielpunkte |
| ----- | ---------------- | ------ | ------ | ----------- |
| 1     | BC Amersfoort    | 6      | 36     | 36-12       |
| 2     | Van Zundert/Velo | 6      | 22     | 22-26       |
| 3     | BC Duinwijck     | 6      | 20     | 20-28       |
| 4     | BC Smashing      | 6      | 18     | 18-30       |